# Sinners in the Sun
Sinners in the Sun és una pel·lícula de drama romàntic estatunidenca de 1932 dirigida per Alexander Hall i protagonitzada per Carole Lombard, Chester Morris i Adrienne Ames. Va ser produïda i distribuïda per Paramount Pictures.

## Argument
Una model de moda de Nova York es veu perseguida per un mecànic de garatge, pobre però honest, i un ric filantrop.

## Repartiment
- Carole Lombard com Doris Blake
- Chester Morris com Jimmie Martin
- Adrienne Ames com Claire Kinkaid
- Alison Skipworth com Mrs. Blake
- Cary Grant com Ridgeway
- Walter Byron com Eric Nelson
- Rita La Roy com Lil
- Reginald Barlow com Mr. Blake
- Zita Moulton com Florence Nelson
- Ida Lewis com avia Blake
- Frances Moffett com Mrs. Fred Blake

## Recepció
The Times va qualificar la pel·lícula com una "exhibició de luxe" i que el seu principal mèrit és "la delicadesa del seu acompanyament de luxe". Van elogiar especialment l'actuació d'Ames, escrivint: "La senyoreta Adrienne Ames, encara que afligida amb un diàleg de la màxima cruesa, dona un toc genuí de caràcter a la jove rica amb qui el nostre heroi es casa erròniament".
Mordaunt Hall, a la seva ressenya del The New York Times, la va anomenar "una història trivial" i "tot més que lleugerament increïble". Va pensar que, mentre que molts del repartiment donaven actuacions competents o bones, Morris estava mal interpretat.